# Love... Thy Will Be Done
Singles de Martika
Martika's Kitchen
(1992)
Clip vidéo
[vidéo] « Love...Thy Will Be Done », sur YouTube
Love... Thy Will Be Done est une chanson de la chanteuse américaine Martika extraite de son deuxième album, Martika's Kitchen, sorti en 1991 sous le label Columbia Records.
En France, Love... Thy Will Be Done est le premier single de cet album. Sorti le 11 janvier 1992, il  est resté 13 semaines dans le Top 50 dont sept dans les vingt premiers et atteint la dixième place le 1er février 1992.
La chanson est produite par Prince dont il a composé la musique, l'artiste américain décédé en 2016 l'ayant chanté auparavant en studio, la chanson sortira en 2019 sur son album posthume intitulé Holly Rock.
En Australie, Love... Thy Will Be Done reste neuf semaines dans les cinq premiers des charts, il atteint la 1er place le 13 octobre 1991. Le titre atteint la quatrième place en Nouvelle-Zélande durant deux semaines du 20 octobre au 3 novembre. La chanteuse australienne Delta Goodrem reprend la chanson le 11 septembre 2014.
Le single atteint la dixième place aux États-Unis, la neuvième place des charts au Royaume-Uni, la huitième en Irlande et la septième au Canada. La chanteuse anglaise Jessie Ware reprend la chanson en 2013.